# Nocività
Si intende per nocività la proprietà di talune sostanze che riescono, attraverso emanazioni di gas o trasformazioni chimiche al contatto con l'ossigeno, a recare danni all'organismo, quali:
- Intossicazione
- Infezione delle vie aeree
- Carcinoma polmonare

Spesso, all'atto della produzione di un prodotto che è considerato nocivo, essa viene sottolineata ed è apposta una relativa avvertenza all'uso del prodotto stesso.
Quando è necessario l'uso dei suddetti prodotti, a causa della loro nocività può rientrare nelle norme di sicurezza indossare una maschera protettiva; peraltro non è da dare per scontato che tale proprietà possa arrecare danni solamente attraverso le vie aeree (nel caso dell'uomo): esistono infatti sostanze che a contatto con il terreno intossicano anche eventuali piantagioni e riescono (in casi di forte concentrazione) a rendere sterile il suolo.
In definitiva, il contatto diretto e prolungato con sostanze nocive non esclude un più che probabile avvelenamento.